# Йоган Зутман
Йоган Арнольд Зутман (нід. Johan Arnold Zoutman; Реувейк, 10 травня 1724 — Гаага, 7 травня 1793) — нідерландський адмірал, який під час четвертої англо-голландської війни був командувачем військово-морської ескадри, яка брала участь у битві під Доггер-банкою (5 серпня 1781) проти британської ескадри під командуванням сера Гайда Паркера.

## Біографія

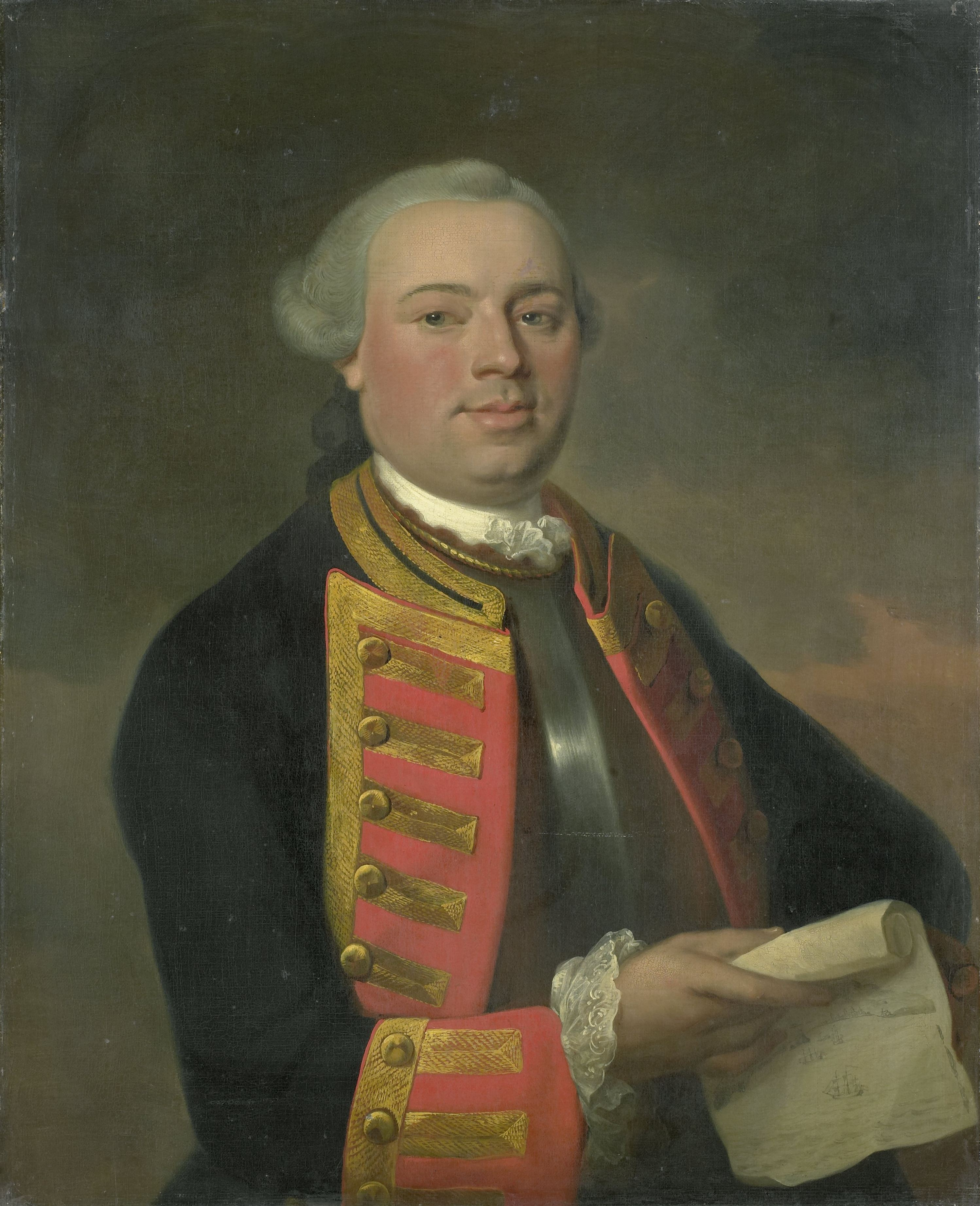
Йохан Арнольд Заутман на картині Августа Крістіана Гаука 1770 року.

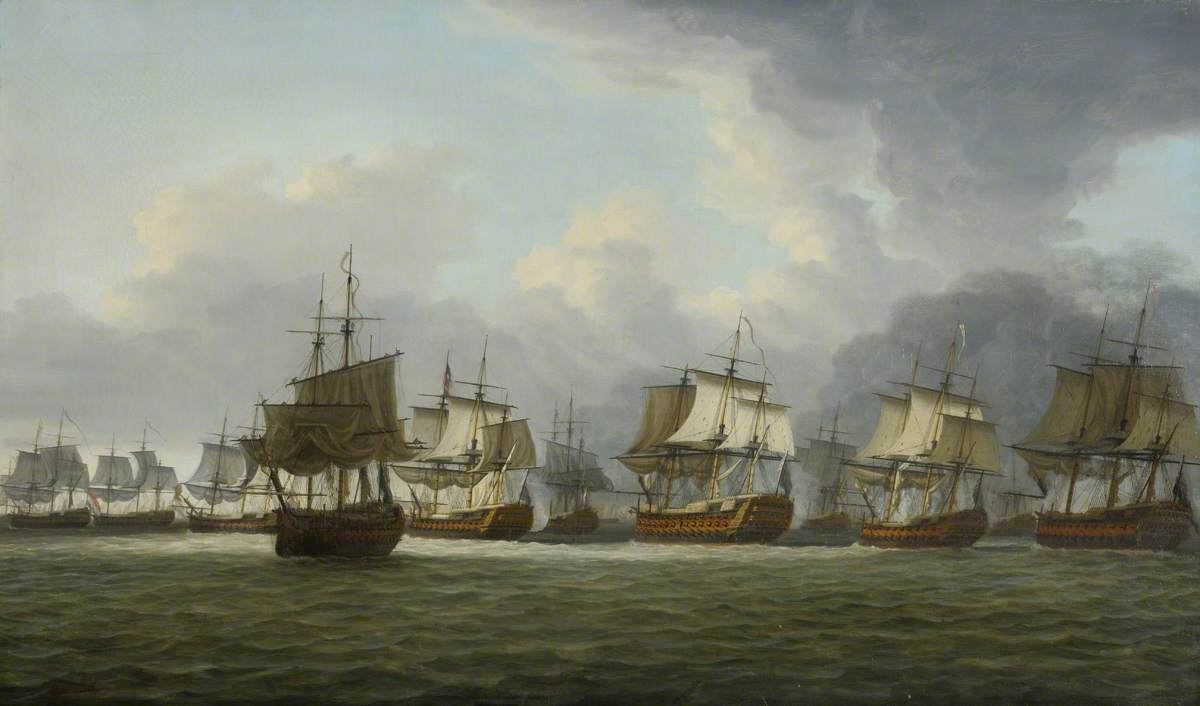
Битва біля Доггер-Банки, 5 серпня 1781 р.

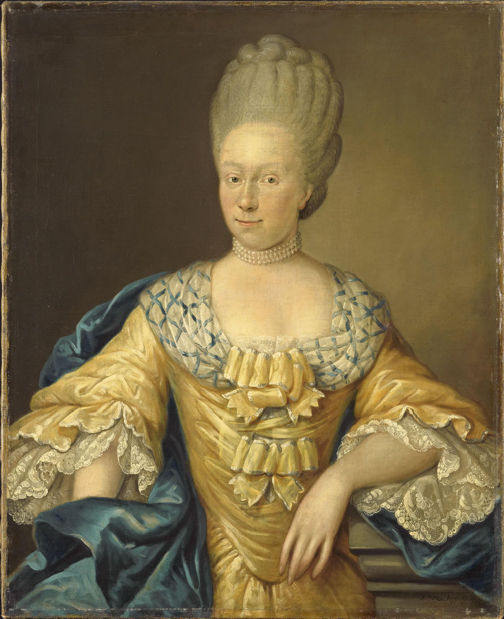
Адріана Йоганна ван Хойсден на картині Августа Крістіана Гаука 1770 року.

Народився в Гейзе Канствійк, поблизу Реувейка, 10 травня 1724 року в сім'ї заможного адвоката та прокурора Йогана Арнольда та Анни Маргарети ван Петкум. У 1736 році, у віці дванадцяти років, вступив на службу до Адміралтейства в Амстердамі як гардемарин. Після трьох морських походів став лейтенантом у 1742 році, у вісімнадцять років, а через чотири роки капітаном. У 1744 році брав участь у інциденті у відкритому морі з французькими кораблями, в якому майже дійшло до морського бою, і за це був ненадовго ув'язнений з іншими офіцерами. З 1747 року отримав кілька призначень на посаду командира підрозділу, а в 1749 році склав іспит з навігації.
У 1750 році штатгальтер Вільгельм IV призначив його надзвичайним капітаном на морі, що означало, що відтепер він був заступником командира корабля. Під час свого першого плавання в цій якості він частково заповнив бортовий журнал свого корабля всілякими нотатками про навігацію, на доказ своїх знань та вмінь. Його кар'єра розвивалася блискуче, і він служив під керівництвом різних офіцерів, таких як Адріан Ромер Влак та Адріан ван дер Дус, перш ніж 19 травня 1760 року був підвищений до капітана корабля.
У 1767 році він придбав великий патриціанський будинок з каретним сараєм на Прінсеграхт за 16 тисяч гульденів. Наступного року, у віці 44 років, він одружився в Ґертруйденбергзі з синьйориною Адріаною Йоганною ван Хейсден, дочкою місцевого адміністратора володінь та духовних маєтків Вальтеруса ван Хейсдена. У пари було шестеро дітей між 1769 і 1780 роками. З 26 липня 1770 року по 27 квітня 1772 року служив капітаном лінійного корабля "Нассау Вейлбург" і командував військово-морською ескадрою в Середземному морі з метою проведення переговорів з Деєм Алжиру, зокрема щодо неприємностей, спричинених берберійськими корсарами торговельному руху. Він не повертався до дій до кінця 1776 року, коли прийняв командування лінійним кораблем "Беллона", замінивши капітана Лодевейка графа ван Бейландт-Хальта. 22 червня 1779 року отримав звання контр-адмірала. З 20 січня 1780 року по 1 травня 1782 року тримав свій прапор на кораблі "Адмірал де Рюйтер", який тоді перебував під командуванням капітана Антоніса Старлінга.
20 грудня 1780 року Республіка семи Сполучених провінцій оголосила війну Великій Британії. Четверта англо-голландська війна завершилася битвою під Доггер-банкою 5 серпня 1781 року. О 8:45 того дня, командуючи шістьма лінійними кораблями та важким фрегатом, він вступив у бій з британською військово-морською ескадрою, що складалася з семи кораблів, під командуванням сера Гайда Паркера. Битва завершилася тактичною перемогою голландців і була відзначена на батьківщині як велика перемога. За пропозицією штатгальтера всі присутні на борту кораблів отримали премію, що дорівнювала двом місячним платням, а він був підвищений до віце-адмірала, тоді як три найстарші капітани, присутні в бою, були підвищені до контр-адмірала. Як додаткову винагороду за своє блискуче командування він отримав золоту пам'ятну медаль, підвішену на золотому ланцюзі вартістю 1300 гульденів від імені Генеральних штатів Республіки семи Сполучених провінцій. Він отримав золоту шпагу безпосередньо від штатгальтера, а згодом був нагороджений золотою медаллю Доггер-банки.
У березні 1782 року він був призначений капітаном роти під другим батальйоном морського полку лейтенант-адмірала Віллема барона ван Вассенаара, а наприкінці року брав участь у невдалій експедиції до Бреста для підтримки союзника Франції, план, якому він від самого початку противився. У грудні 1783 року Вільгельм V запропонував його підвищення до лейтенант-адмірала після нещодавньої смерті ван Вассенаара, але він відмовився від цієї пропозиції, не бажаючи бути причиною будь-якого невдоволення в корпусі морських офіцерів. Страждаючи від подагри, яка мучила його останні роки життя, зменшуючи його рухливість, він отримав прізвисько "Мішечок з сіллю" (нідер. Солтзак). У 1784 році його було номінально призначено на службу в Адміралтействі в Роттердамі, щоб він міг отримувати платню покійного лейтенант-адмірала, що дорівнювала 2400 гульденів, як щорічну пенсію. Ця пенсія тривала все його життя і набула чинності заднім числом з 5 серпня 1781 року. На початку 1791 року він був підвищений до рангу надзвичайного лейтенант-адмірала, отримавши відповідну платню лише через два роки, після смерті графа Лодевейка ван Бейландт-Хальта. 1 січня 1793 року йому було доручено командування корпусом морських артилеристів, щойно створеним, але він був змушений відмовитися через свій поганий стан здоров'я. Він помер у Гаазі 7 травня 1793 року і через тиждень був похований у сімейній гробниці своєї дружини в Гроте Керк у Гертруйденберзі.
У 1798 році в Ораньєстаді, на острові Аруба, було збудовано Форт Зоутман, який є найстарішою голландською спорудою на острові. Вежа Вільгельма III була побудована біля західного входу форту в 1868 році і функціонувала як годинникова вежа, маяк і станція для поліцейських сил Аруби. Сьогодні у форті знаходиться Історичний музей Аруби.